# Totwasser (Schifffahrt)
In der Schifffahrt ist Totwasser geschichtetes Wasser, welches ein Schiff abbremsen kann.

## Ursachen
Wenn in der Nähe von Flusseinmündungen leichtes Süßwasser auf schwerem Salzwasser geschichtet ist, kann ein einfahrendes Schiff auf der Grenzfläche eine Welle erzeugen, die hinter dem Schiff herläuft und sich an dessen Heck festzusaugen scheint, ohne dass man die Ursache an der Oberfläche erkennen kann (sogenannte Nansen-Welle). Fridtjof Nansen registrierte 1893 solche Wellen vor den Flussmündungen der sibirischen Küste, die sein Schiff Fram von 7 auf 1,5 Knoten abbremsten, ohne dass die Welle an der Oberfläche sichtbar wurde. Solche Wasserflächen nennt man Totwasser (interne Wellen). Vor allem in engen Kanälen kann es auch zu einer rhythmischen Verzögerung kommen, bei der das Schiff abwechselnd schneller und langsamer wird. 1904 präsentierte der schwedische Physiker und Ozeanograf Vagn Walfrid Ekman erstmals einen Teil der Lösung des Problems. Der Effekt beruht auf zwei unterschiedlichen Phänomenen: dem Nansen-Wellenwiderstand und den Ekman-Wellenwiderstand.